# 明日へ (映画)
『明日へ』（あしたへ、原題：카트）は、2014年公開の韓国映画。2007年に韓国で実際に起きた、不当解雇への抗議のためにスーパーの非正規従業員が交渉を要求しスーパーを長期間占拠した事件をもとに、スーパーの従業員たちと大手スーパーとの闘いを描く。

## ストーリー
大手スーパー「ザ・マート」のレジ係のソニ（ヨム・ジョンア）は二人の子どもを育てながら残業やクレーム処理に奔走し、正社員登用の契約を勝ち取る。しかし、パート業務を外部委託するというスーパー本部の意向により、ソニを含む女性従業員たちは一方的に解雇通告を言い渡される。これを受け、女性従業員たちは清掃員スルレ（キム・ヨンエ）やシングルマザーのヘミ（ムン・ジョンヒ）を中心に労働組合を結成するが本部は交渉に一向に応じないために、ソニらはストライキを決行しスーパーを占拠する。だが、警官隊の突入により占拠は失敗し、彼女たちは不法占拠の罪で訴えられてしまう。

## キャスト
- ソニ：ヨム・ジョンア
- ヘミ：ムン・ジョンヒ（朝鮮語版）
- スルレ：キム・ヨンエ
- ドンジュン：キム・ガンウ（朝鮮語版）
- ミジン：チョン・ウヒ
- オクスン：ファン・ジョンミン
- テヨン：ド・ギョンス／D.O.（EXO）
- スギョン：チウ（朝鮮語版）
- スーパーの店長：パク・スヨン（朝鮮語版）
- チェ課長：イ・スンジュン（朝鮮語版）
- イ・ジョンウン

## 受賞
- 第51回百想芸術大賞：脚本賞（キム・ギョンチャン）
- 第51回百想芸術大賞：最優秀女優賞（ヨム・ジョンア）